# Jacek Malczewski
Jacek Malczewski (15. července 1854 Radom – 8. října 1929 Krakov) byl polský malíř modernismu a symbolismu, člen hnutí Mladé Polsko. Jeho otec byl Julian Malczewski, matka Marie, roz. Szymanowska.

## Biografie

### Mládí a studia
Vyrůstal ve staré zchudlé měšťanské rodině a byl svými rodiči i školně vzděláván. Ve 13 letech byl poslán na statek svého strýce. Roku 1871 přišel do Krakova, kde studoval na gymnáziu a současně byl externím posluchačem na Škole výtvarných umění, pozdější Výtvarné akademii. První ředitel této školy, slavný malíř historických témat Jan Matejko, rozpoznal jeho talent a přemluvil jej k okamžitému studiu výtvarného umění, které pak doplnil na École des Beaux-Arts v Paříži. Roku 1887 se oženil s dcerou krakovského lékárníka Marií Gralewskou. Roku 1888 se mu narodila dcera Julia, roku 1892 pak syn Rafaeł, později také výtvarný umělec.
V roce 1897 založil krakovské sdružení umělců SZTUKA. Jeho členy byli mj. i malíři T. Axentowicz (1859–1938), J. Mehoffer (1869–1946), S. Wyspiański (1869–1907). Svým dílem se již na přelomu staletí stal jednou z ústředních postav hnutí Mladé Polsko.

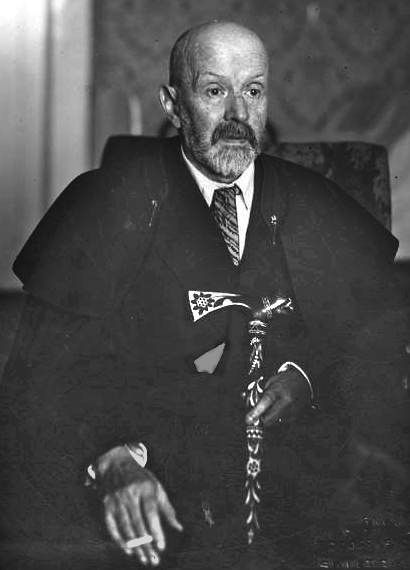
Jacek Malczewski

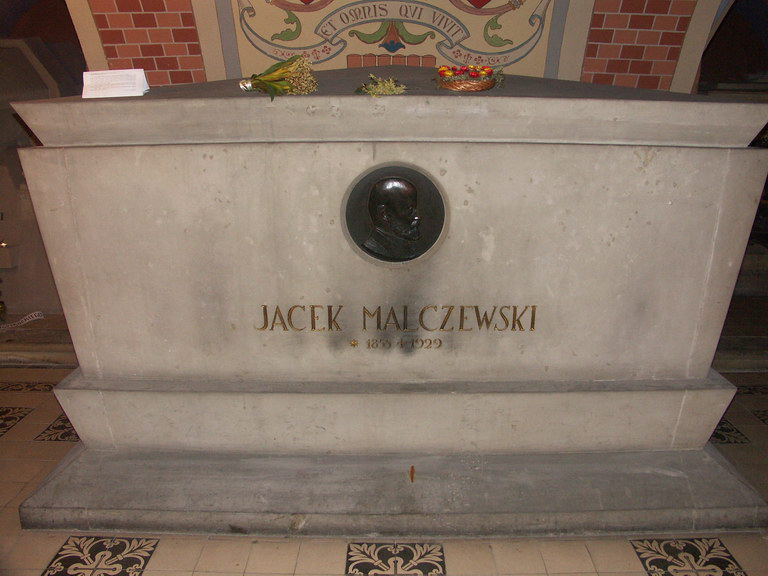
Jeho sarkofág v Krakově

### Malířská dráha
Jacek Malczewski maluje nejprve žánrové zpracování krajin, a realistické historické obrazy v duchu romantiky v převážně tmavých barvách pod vlivem Artura Grottgera. Od roku 1884 se v důsledku smrti otce objevuje v jeho tvorbě častěji motiv smrti. Kolem r. 1890 se začíná přiklánět k symbolismu, obsahem však zůstává věrný historickým tématům.
K jeho nejznámějším obrazům patří: Śmierć Ellenai/Smrt Heleny (1883), Wigilia na Syberii/Štědrý večer na Sibiři (1892), Melancholia (1890–1894) a Błędne koło/Bludný kruh (1895–1897). Namaloval také celou řadu autoportrétů. Známý je jeho cyklus „Polonia“ z časů první světové války a triptych „Můj pohřeb“ z r. 1923.

### Profesorem na akademii
V roce 1896 vrací se na krakovskou akademii jako její profesor, ale po konfliktu s rektorem akademie malířem J. Falatem (1853-1929) r. 1900 akademii opouští a po dobu 10 let je velmi uznávaným malířem na volné noze.
R. 1910 se stává rektorem Akademie Teodor Axentowicz, který Malczewského povolává zpět do profesorského sboru a r. 1912 je rektorem zvolen sám Malczewski. V této funkci pak setrvává až do r. 1921. Přes své časté pobyty v zahraničí (Francie, Německo, Rakousko, Itálie, Řecko, Turecko), nejvíce jeho tvorbu ovlivnilo polské umění a lidová tvorba.
Je pochován v kryptě Kostela sv. Archanděla Michaela a sv. Stanislava na Skałce v Krakově.

## Fotogalerie

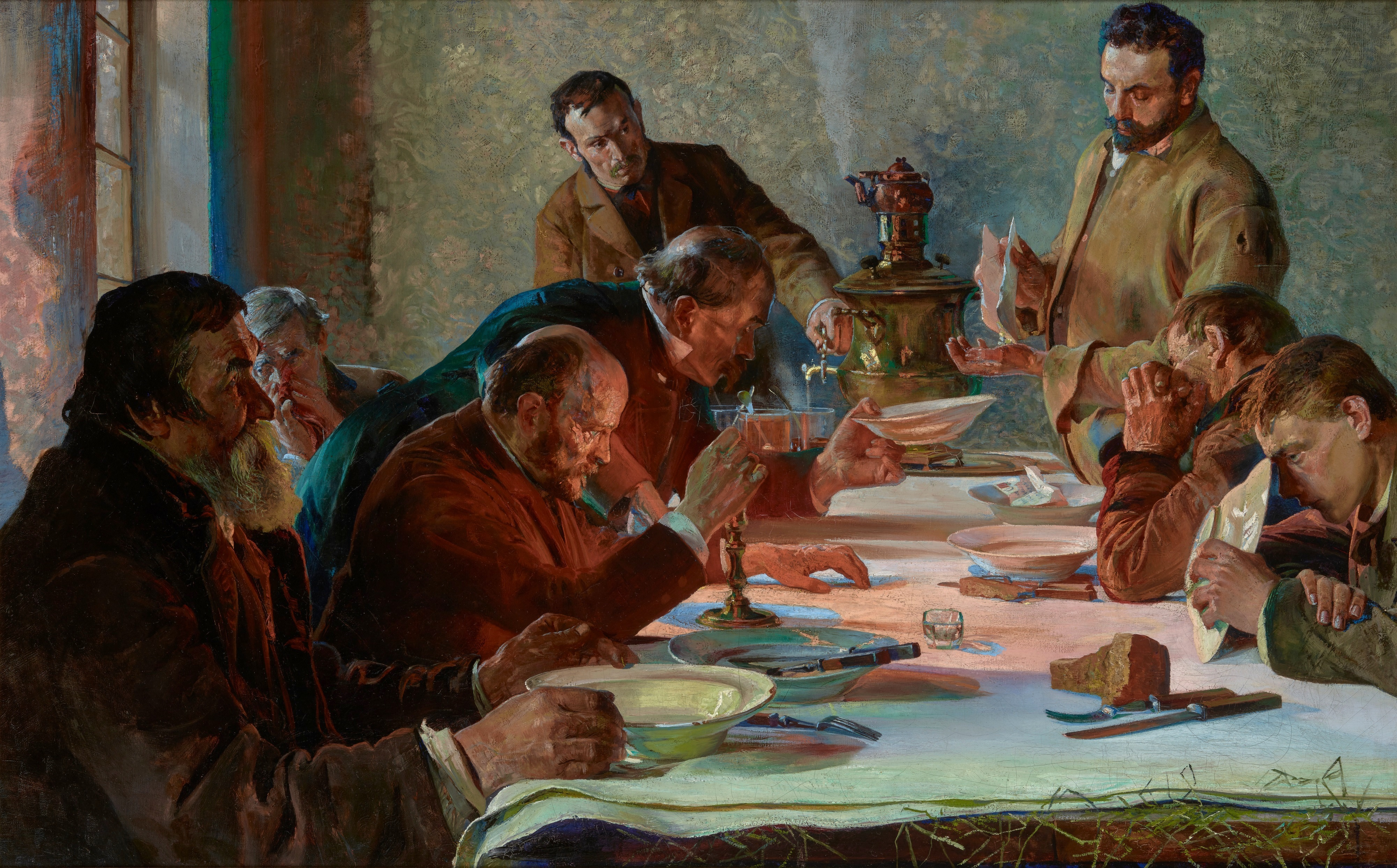
Wigilia na Syberii
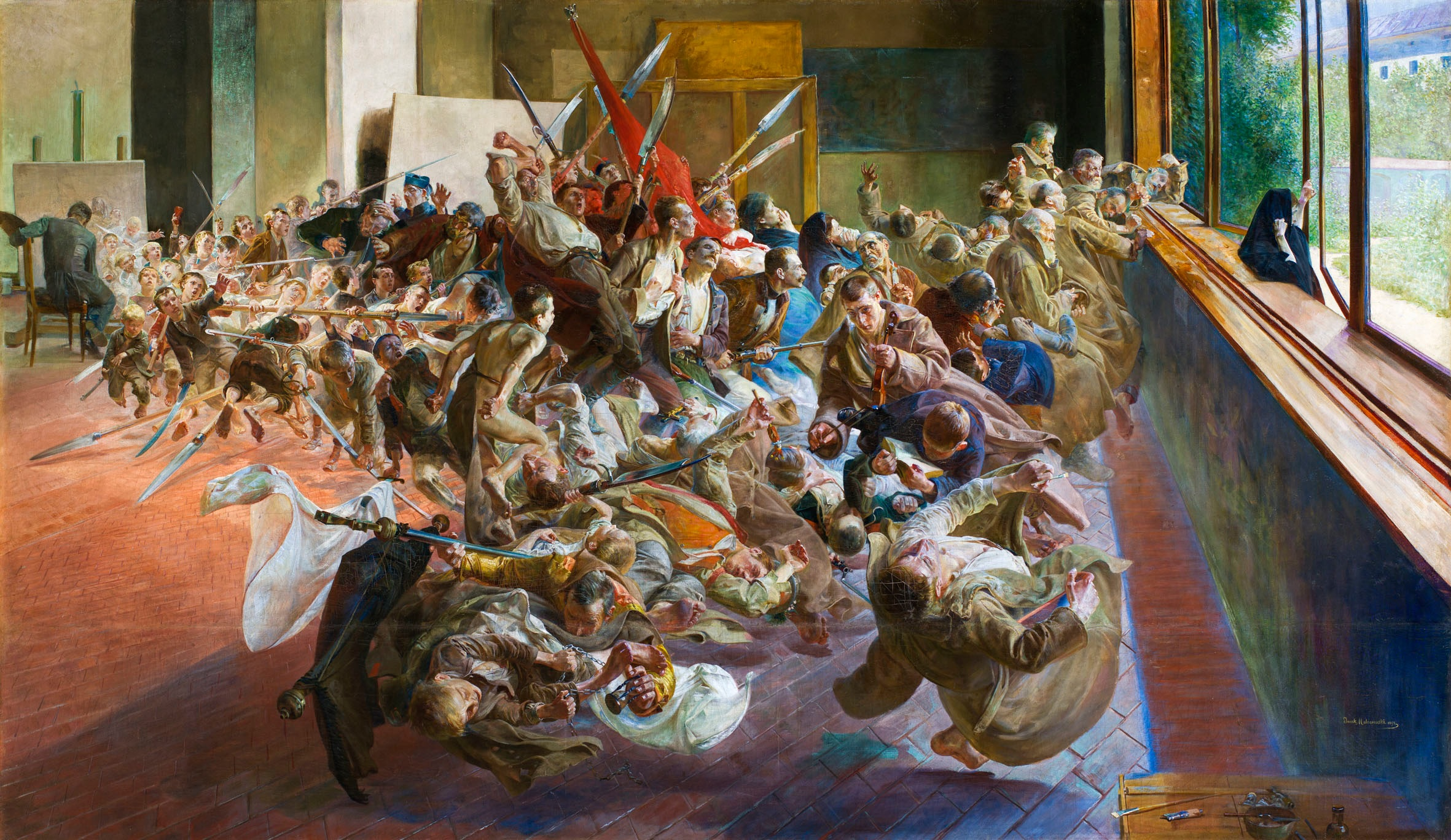
Melancholia
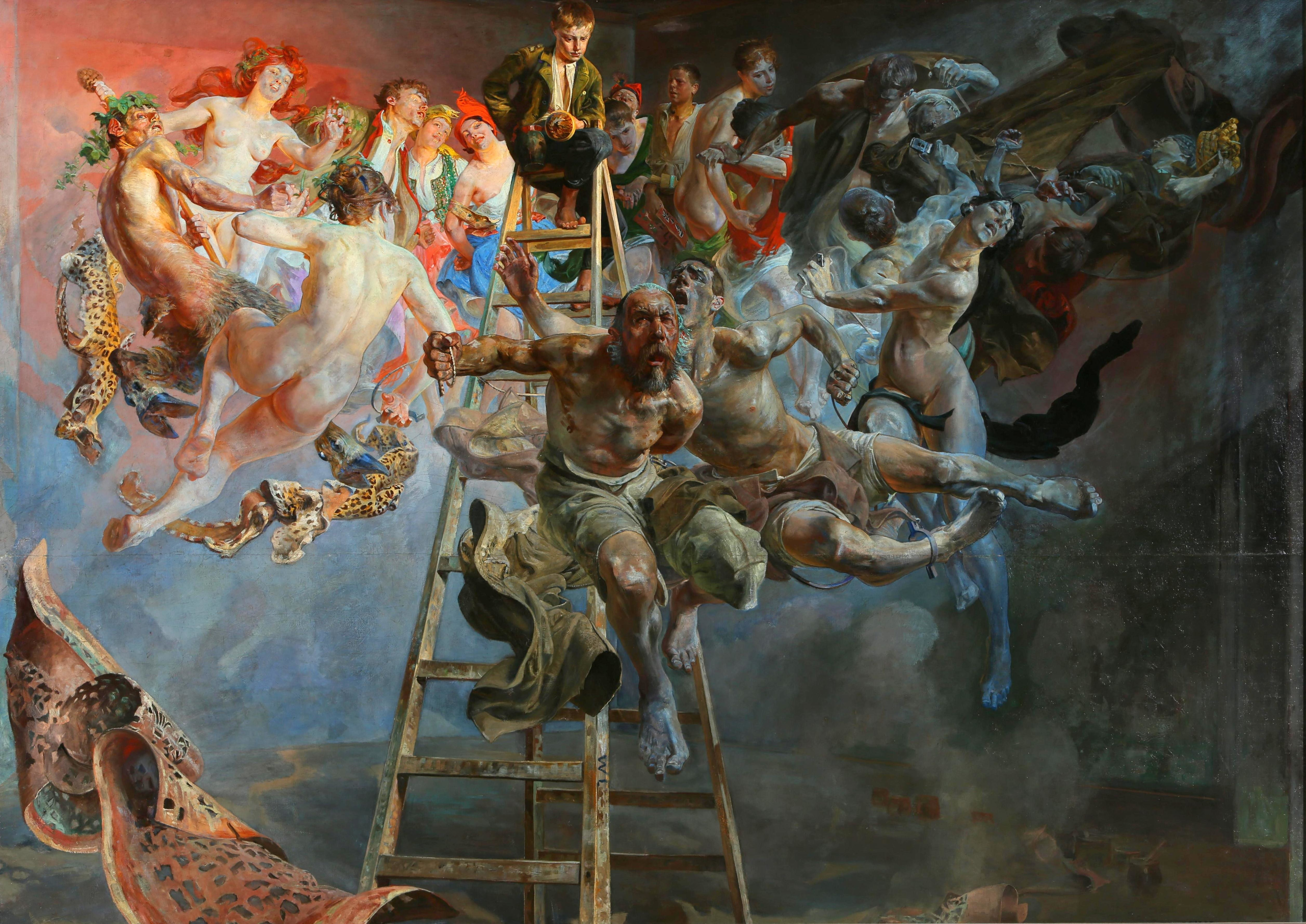
Błędne koło
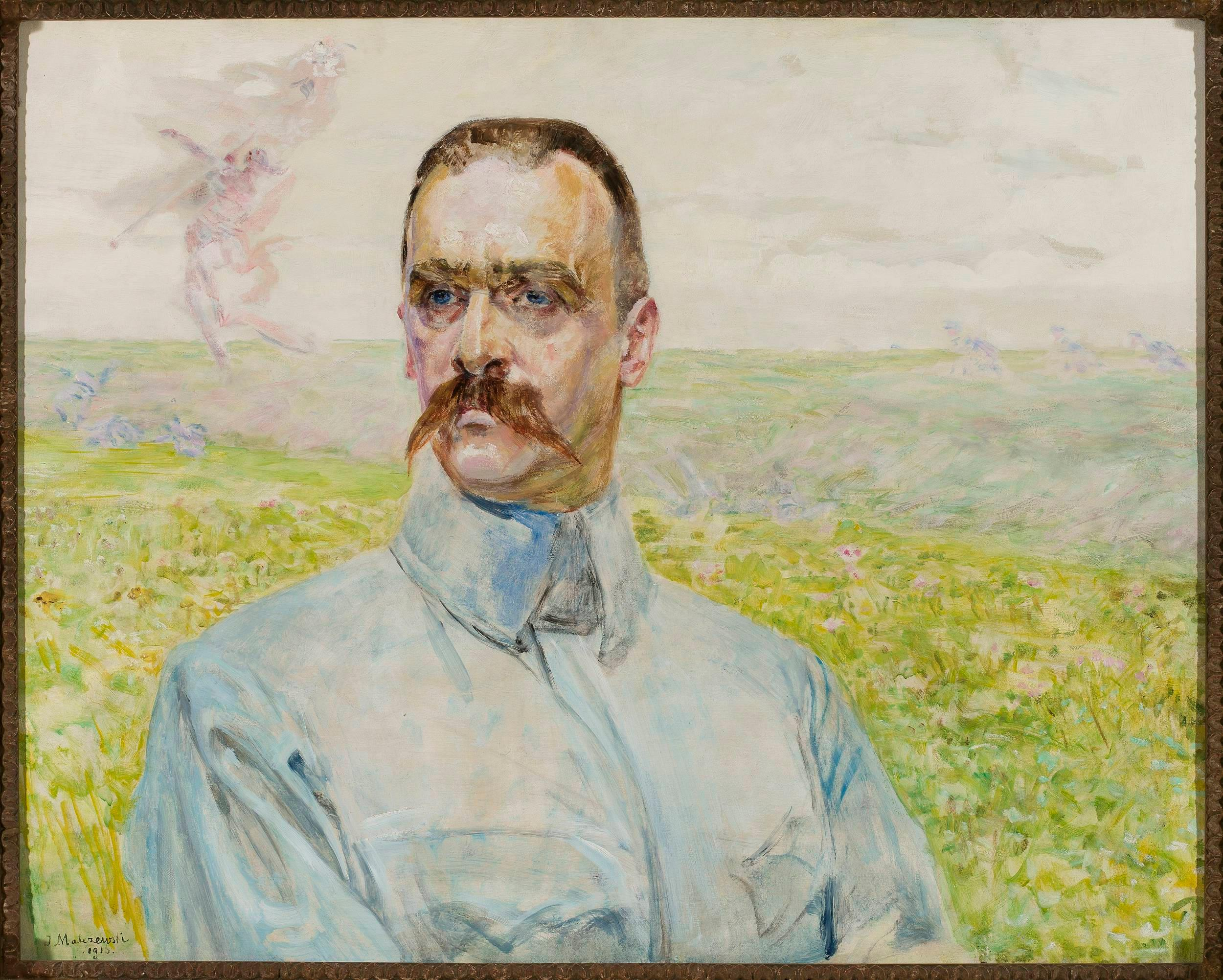
Portrét polského gen. Józefa Piłsudského
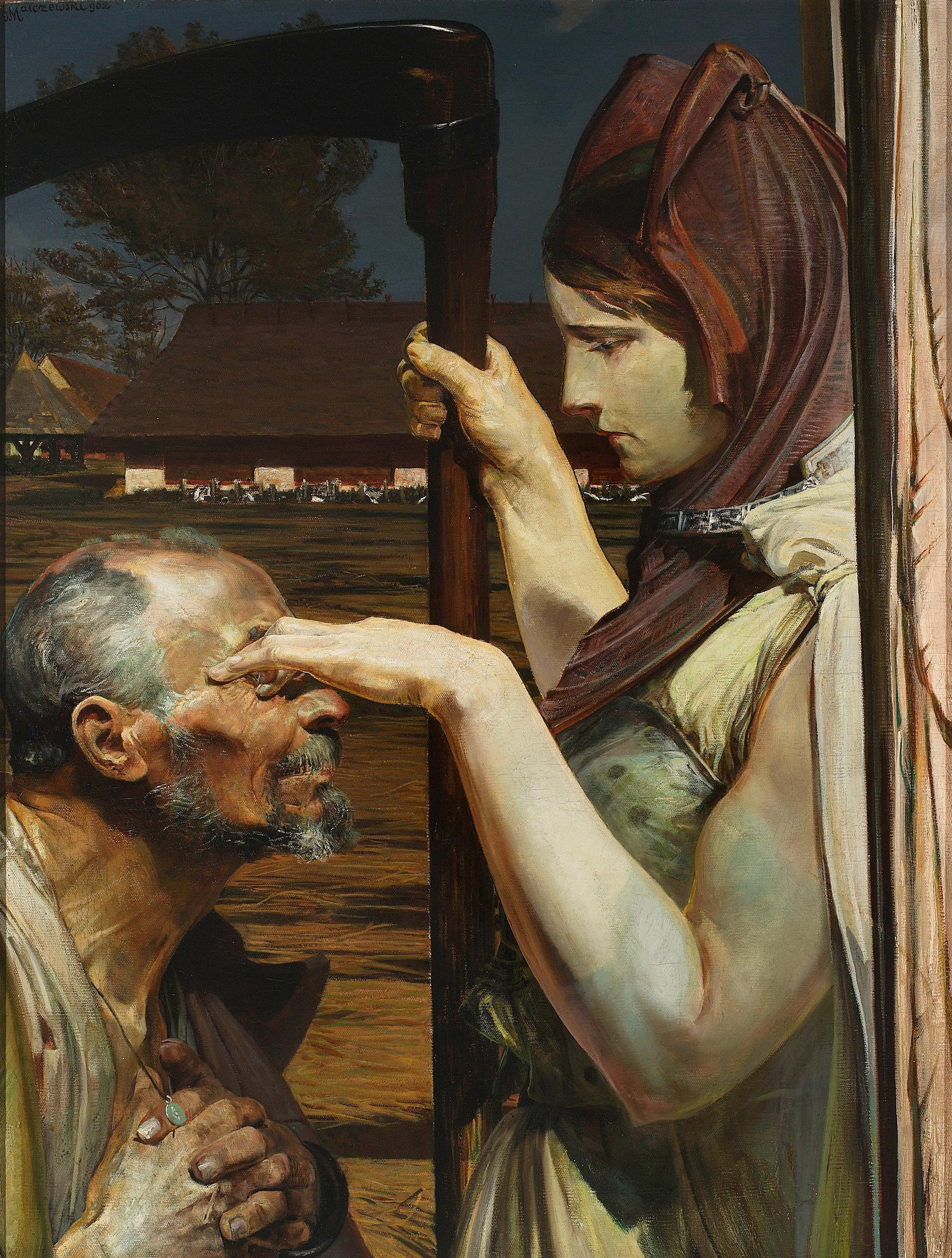
Anděl smrti (1902)
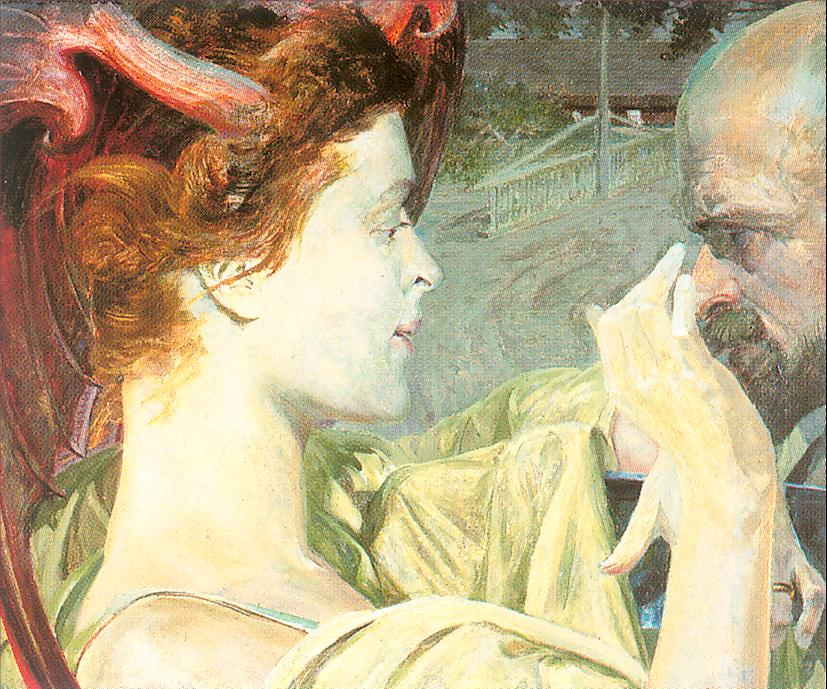
Smrt
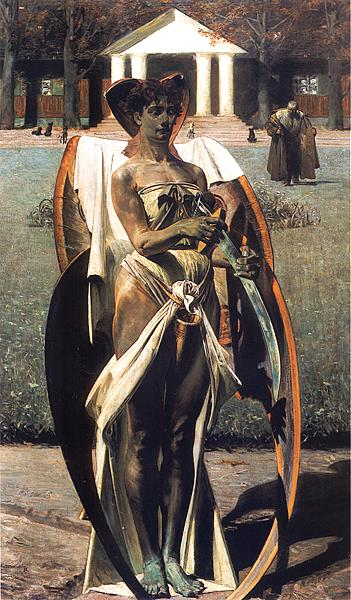
Thanatos